# Brauerei Diebels

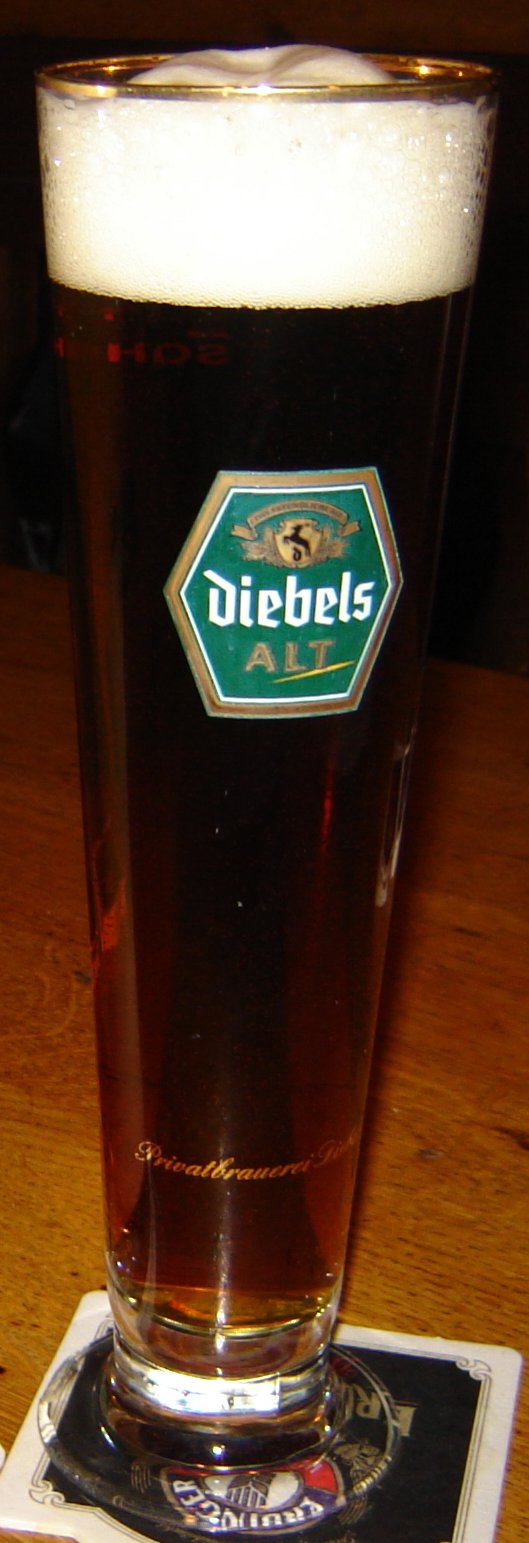
Diebels Alt

Brauerei Diebels is een brouwerij in Issum, Duitsland.
De brouwerij, die werd opgericht in 1898, is eigendom van de Belgische brouwerijgroep Anheuser-Busch InBev. Naast het merk Diebels zelf, worden in de brouwerij ook bieren van Beck's gebrouwen en afgevuld. 
In 2005 brouwde Diebels 1.006.000 hectoliter. In vergelijking met 2004 was dit 2% minder en in vergelijking met 2001 zelfs 33%. Deze teruggang is met name te verklaren door de mindere vraag naar Altbier, het paradepaardje van Diebels. Door de introductie van Diebels Pils in 2005 kon de productie voor korte duur weer gestabiliseerd worden.

## Assortiment
- Diebels Alt
- Diebels Alkoholfrei
- Diebels Light
- Diebels Pils
- Diebels Dimix

### Niet meer in het assortiment
- Diebels ApfelLemon
- Plato 13
- Issumer Alt (later hernoemd naar Diebels Alkoholfrei)